# Alchemilla homoeophylla
Alchemilla homoeophylla är en rosväxtart som beskrevs av Sergei Vasilievich Juzepczuk. Alchemilla homoeophylla ingår i släktet daggkåpor, och familjen rosväxter. Inga underarter finns listade i Catalogue of Life.